# Mazzouna
Mazzouna o Mezzouna (àrab: المَزّونَة, al-Mazzūna) és una ciutat de Tunísia a la governació de Sidi Bou Zid, la més meridional de la governació, amb una població de 8.000 habitants. Uns pocs quilòmetres al sud hi ha la sabkhat d'En Noual i a l'oest les muntanyes anomenades Djebel Daouaou. Té al nord les viles de El Karma (nord-oest) i El Gheriss (nord). És capçalera d'una delegació amb 22.950 habitants al cens del 2004.

## Economia
La seva economia està basada en la producció agrícola, ja que es troba a la regió on comença el cultiu intensiu d'oliveres. Té estació de ferrocarril.

## Administració
Com a delegació o mutamadiyya, duu el codi geogràfic 43 60 (ISO 3166-2:TN-12) i està dividida en nou sectors o imades:
- Mezzouna (43 60 51)
- El Founi (43 60 52)
- Bou Hedma (43 60 53)
- El Gheris Est (43 60 54)
- Khobna (43 60 55)
- Eddaouara (43 60 56)
- El Khaoui (43 60 57)
- El Besbes (43 60 58)
- Essed (43 60 59)

Al mateix temps, forma una municipalitat o baladiyya (codi geogràfic 43 18).